# Casa Miró i Pascual
La Casa Miró i Pascual és un edifici de Vilanova i la Geltrú (Garraf) protegida com a Bé Cultural d'Interès Local.

## Descripció
Es tracta d'un habitatge entre mitgeres amb façanes a dos carrers. L'edifici és de planta sensiblement rectangular compost de planta baixa i dos pisos sota coberta.
La façana és de composició simètrica segons cinc eixos verticals. Les obertures de la planta baixa d'arc rebaixat. El primer pis té un balcó central d'obertura i dos correguts de dos obertures amb llinda amb trencaaigües i reforços amb arcs lobulats ogivals. El segon pis té cinc balcons d'una obertura i trencaaigües. El coronament consta d'una cornisa i pilastres simulades que arrenquen de la planta primera.